# Medaljen for ædel Daad
Medaljen for ædel Daad (forkortelse: M.f.æ.D.) er et officielt dansk hæderstegn, der anerkender modige handlinger, der sætter modtageren i fare. Det er den civile pendant til Forsvarets Medalje for Tapperhed. Medaljen blev indstiftet ved kgl. resolution af 12. juni 1793 udstedt af kong Christian VII. Medaljen blev tidligere præsenteret i guld og sølv, men er i øjeblikket kun præsenteret i sølv.
Medaljen tildeles til belønning af "en og anden god Handling", men blev som især anvendt til belønning af redningsmænd, der efter en forordning fra 1772 havde ret til en pengepræmie eller en medalje for at redde "skindøde druknede Mennesker". Siden 1820'erne er medaljen generelt blevet uddelt til belønning af forskellige farefulde redningshandlinger på land, eksempelvis i forbindelse med brandulykker, overhængende fare for påkørsel af løbske heste eller tog eller på grund af redning af flere i fællesskab, fx i forbindelse med skibsforlis.
Medaljen sorterer under Justitsministeriet og tildeles meget sjældent. Fra tronskiftet i 1972 og frem til 2015 er det således kun sket i otte tilfælde. Medaljen er senest uddelt i 2015 hvor fire tidligere elever fra Lundby Efterskole; Line Blichfeldt Jensen, Katrine Onsberg Torstensen, Cecilie Gyldendal Rasmussen og Nicklas Bøhm som blev tildelt medaljen for at redde sig selv i land og slå alarm under kæntringsulykken på Præstø Fjord, således hjælpen kunne komme frem til de nødstedte elever og lærere.

## Bemærkelsesværdige modtagere
- Richard Aschlund
- Holger Forchhammer
- Waldemar Raasløff